# سكن البنات (مسلسل)
سكن البنات مسلسل مصري درامي تم انتاجه عام 2020. ويتكون من 60 حلقة كل حلقة 45 دقيقة وهو ويناقش قضايا تخص الفتيات المغتربات.

## قصة المسلسل
تدور أحداث المسلسل حول فيلا "شويكار"والتي يظن البعض أنها مأوي للمغتربات ولكن ما لا يعلمه أحد أنه عالم خاص تتشابك فيه حكايات كثيرة وأبرزها حكاية شيماء الهاربه من جحيم صديق والدها عبد الحميد الذي استولي علي اموالها ويريد أن يتخذها جارية وكذلك حكاية نانسي التي خرجت من دمنهور متحدية زوج أمها باحثة عن حبيبها الذي خدعها.
وتبقى شويكار شخصية غامضة ومحيرة تفاجيء الجميع أن حياتها صندوق اسود مليء بالاسرار. 

## ابطال العمل

### الممثلون
- وفاء عامر
- منذر رياحنة
- دينا
- حجاج عبد العظيم
- ايتن عامر
- عايدة رياض
- منة فضالي
- هايدي رفعت
- هاجر الشرنوبي [3]
- شيما الحاج
- حسني شتا
- إلهام عبدالبديع
- ألفت عمر
- شمس
- أحمد جمال سعيد
- محسن صبري
- شمم الحسن
- حسناء سيف الدين
- أشرف فاروق
- إيمان مسامح
- محمد ناصر
- غادة شريف
- دعاء رجب
- غنوة محمود
- تغريد فهمي
- منة الشريف
- محمود عزت
- محمد نجاتي
- يحيى أحمد
- أحمد والي
- إسلام عكاشة
- إيمان سالم
- مازن جمال

### الإنتاج
- محمد ممدوح. (إنتاج)
- ممدوح شاهين. (إنتاج)
- ممدوح شاهين. (المدير المالي)
- احمد وهران. (المدير المالي)
- محمد بدر (مدير موقع)
- ڤيو. (مشاركة في الإنتاج)
- كريم ضياء. (إدارة إنتاج)
- شريف صفوت. (إدارة إنتاج)
- كريم حريز (إدارة إنتاج)
- محمود حمدي. (مدير الإنتاج).
- رمضان السمان. (مدير إدارة الإنتاج)
- احمد ماضي. (مدير إدارة الإنتاج)
- علي الزغبي. (اشراف عام على الإنتاج)

### الموسيقى
- عصام كاريكا
- مصطفى حدوته. (كلمات)
- طارق الشيخ. (الخان وغناء)
- ممدوح كامل. (اعداد موسيقى)

### تأليف
- أحمد صبحي (المؤلف)

### إخراج
- محمد النقلي. (مخرج)
- جورج فوزي. (مساعد مونتير)
- مروان بدر. (مونتير مساعد)
- احمد علا. (مساعد أول)
- هبة حمزة. (مخرج مساعد)
- نهلة أبو زهرة. (المديرة التنفيذية)
- عرابي الخميسي. (المخرج المنفذ)

### صوت
- رحيم سامح.   (مكساج)
- جهاد أنور. (مهندس صوت)
- رحيم سامح. (تصميم الصوت)
- أحمد توفيق. (اعداد شريط الصوت)
- احمد جمال عدلي. (اعداد شريط الصوت)
- مصطفى عبد الوهاب (اعداد شريط الصوت)
- محمد جابر. (توزيع)

### تصوير
- نشأت نظمي
- عمرو إسماعيل. (مساعد مصور)
- مرام اسامه عبد الفتاح. (مساعد مصور)
- ذكي عارف. (كاميرا مان)
- شريف هلال. (مدير التصوير)

### ديكور
- رنا سليمان. (مهندس ديكور)
- منى عبد السلام (استايلست)
- رودي السعيد (استايلست)
- حامد احمد. (ديكور)
- محمد حرس. (منسق مناظر)
- هلني كمال. (مشرف كرين)
- إبراهيم عبد الله. (كوافير)